# Чиверо (језеро)
Вештачко језеро Чиверо (претходни назив Мекинвејл) је настало зајажењем реке Мањаме и налази се око 20 јужно од Харареа, Зимбабве.
Језеро се налази у саставу рекреационог парка Чиверо који обухвата језеро и околину са површином од 6 100 хектара. Само језеро има површину од 2 632 ha (26 km²). Језеро је дугачко 16 km а на најширем месту има 8 km. Најдубље је испред саме бране са дубином од 27,43 m. Брана је дугачка 400 m и завршена је 1952. године после изградње дуге 2,5 године и уз трошак од 2 милиона долара. Језеро Чиверо када је пуно садржи 250,000 милиона литара воде и главни је извор водоснабдевања за Хараре. Острво Remembrance (Сећања) је мало острво у акумулацији.
Језеро је 3. јануара 2013. проглашено за мочварно подручје од међународног значајаРамсар.